# Championnat de Chypre de football 1946-1947
Navigation
Saison précédente Saison suivante
La saison 1946-1947 du Championnat de Chypre de football était la 10e édition officielle du championnat de première division à Chypre. Les sept meilleurs clubs du pays se retrouvent au sein d'une poule unique, la Cypriot First Division, où ils s'affrontent deux fois, à domicile et à l'extérieur. L'Anorthosis Famagouste participe pour la première fois au championnat depuis la fin de la guerre.
C'est l'APOEL Nicosie qui remporte le championnat en gagnant ses 12 matchs. C'est le 6e titre national de son histoire. L'EPA Larnaca, double tenant du titre, termine à la 2e place avec 6 points de retard. L'APOEL réussit le doublé Coupe-championnat en battant l'Anorthosis Famagouste en finale de la Coupe de Chypre.

## Les 7 clubs participants
| - EPA Larnaca - APOEL Nicosie - Çetinkaya Türk SK - AEL Limassol - Olympiakos Nicosie - Pezoporikos Larnaca - Anorthosis Famagouste |

## Compétition

### Classement
Le barème utilisé pour établir le classement est le suivant :
- Victoire : 2 points
- Match nul : 1 point
- Défaite : 0 point

| Rang | Équipe                | Pts | J  | G  | N | P  | Bp | Bc | Diff |
| ---- | --------------------- | --- | -- | -- | - | -- | -- | -- | ---- |
| 1    | APOEL Nicosie C       | 24  | 12 | 12 | 0 | 0  | 44 | 9  | +35  |
| 2    | EPA Larnaca T         | 18  | 12 | 9  | 0 | 3  | 29 | 13 | +16  |
| 3    | Pezoporikos Larnaca   | 11  | 12 | 5  | 1 | 6  | 25 | 27 | -2   |
| 4    | AEL Limassol          | 10  | 12 | 5  | 0 | 7  | 21 | 25 | -4   |
| 5    | Çetinkaya Türk SK     | 9   | 12 | 4  | 1 | 7  | 20 | 30 | -10  |
| 6    | Anorthosis Famagouste | 8   | 12 | 4  | 0 | 8  | 26 | 37 | -11  |
| 7    | Olympiakos Nicosie    | 4   | 12 | 2  | 0 | 10 | 19 | 43 | -24  |

|  | Vainqueur du championnat de Chypre 1946-1947                                           |
|  | T : Tenant du titre C : Vainqueur de la Coupe de Chypre P : Promu de deuxième division |

## Bilan de la saison
| Championnat de Chypre de football 1946-1947 |                          |
| Champion                                    | APOEL Nicosie (6e titre) |
| Coupes et trophées                          |                          |
| Vainqueur de la Coupe de Chypre 1946-1947   | APOEL Nicosie            |
| Promotions et relégations                   |                          |
| Promus en Cypriot First Division            | Aucun                    |
| Relégués en Cypriot Second Division         | Aucun                    |